# Simone Weil
Simone Adolphine Weil [ˌsiˈmɔn ˌadɔlˈfin ˈvɛj ] (* 3. Februar 1909 in Paris; † 24. August 1943 in Ashford, England) war eine französische Sozialrevolutionärin, Philosophin, Mystikerin und Autorin. Weil stammte aus einer großbürgerlichen jüdischen Familie und galt bereits in Kindertagen als Rebellin. Zeit ihres Lebens war sie gesellschaftlich, politisch und sozialpolitisch stark engagiert. Die seit ihrer Jugend in freiwillig gewählter Armut lebende Weil war eine der wenigen Philosophinnen, die versucht haben, die Arbeiterklasse durch die konkrete Erfahrung der Arbeit in Industrie und Landwirtschaft zu verstehen.
Nach ihrem Philosophiestudium arbeitete Weil zunächst als Gymnasiallehrerin und wandte sich – ungewöhnlich für linke Intellektuelle des 20. Jahrhunderts – zunehmend der Spiritualität zu. Ihr bisheriges Denken, das durch politisches Engagement als Gewerkschafterin, Marx-Kritikerin und Teilnehmerin am Spanischen Bürgerkrieg geprägt war, wich einer Orientierung an christlicher Mystik sowie platonischer und buddhistischer Tradition. Die säkular und agnostisch erzogene Weil leugnete die jüdische Tradition und stand den Lehren der Hebräischen Bibel fremd und ablehnend gegenüber.
Die von ihr gelebte Einheit von Politik und Religion gab Weil erst kurz vor ihrem Tod auf und verband bis dahin politisches Handeln mit gläubiger Kontemplation. In ihrem letzten Lebensjahr, das sie im Exil verbrachte, wandelte sich ihr sozialer Aktivismus mit zunehmender Verschlechterung ihres Gesundheitszustandes endgültig in eine spirituelle Wahrnehmung der Welt. Die geistig und körperlich erschöpfte Simone Weil verstarb bereits im Alter von 34 Jahren an Tuberkulose. Ihre wichtigsten Schriften sind Unterdrückung und Freiheit sowie die 1947 posthum veröffentlichte Textsammlung Schwerkraft und Gnade. Über die erst nach ihrem Tod berühmt gewordene Weil wurden seither mehr als 5000 wissenschaftliche Arbeiten, Essays und Thesenpapiere veröffentlicht.
Simone Weil schätzte die antiken griechischen Quellen und betrachtete sie als essenziell für ihr Denken. Sie liebte die Meisterwerke der griechischen Philosophie und Dichtung. Von ihr stammt der Begriff der „décréation“, der „völligen Entäußerung des Menschen vor Gott“. Weil unterscheidet zwischen Schwerkraft und Gnade als den beiden Polen der menschlichen Existenz, wobei die Schwerkraft für die materielle Gebundenheit und die natürlichen Gesetze steht. Die Gnade steht für die göttliche Befreiung und symbolisiert eine aufwärts gerichtete Bewegung. Sie verstand das Leben als Suche nach dem Absoluten. Für Weil ist die Aufmerksamkeit (Attention) eine zentrale Haltung. Sie beschreibt Aufmerksamkeit oder Achtsamkeit als eine Art geistige Leere, die es ermöglicht, offen und empfänglich für die Wirklichkeit zu sein. Weil versteht Erkenntnis als einen stufenweisen Aufstieg, bei dem die Welt wie ein göttliches Buch gelesen wird. Sie betrachtet ebenfalls die Lektüre (lecture) als eine Form der Achtsamkeit, die über das bloße Lesen hinausgeht.

## Leben und Wirken

### Kindheit

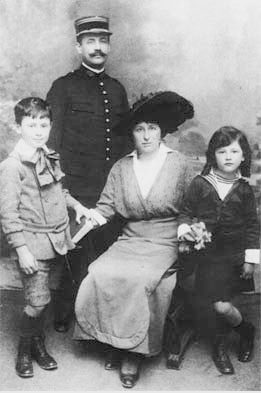
Familie Weil (1916)

Simone Weil wuchs in einer großbürgerlichen jüdischen Familie in Paris auf. Ihr Vater, der Internist Bernard Weil, stammte ursprünglich aus einer Familie von Kaufleuten in Straßburg, Elsass; seine Familie war nach dem Deutsch-Französischen Krieg 1871 nach Paris gezogen. Ihre Mutter, Salome (Selma) geb. Reinherz, war im russischen Rostow am Don geboren. Ihre Familie war 1882 nach den Pogromen in Russland ins belgische Antwerpen ausgewandert. Beide Elternteile waren galizischer Herkunft. Selmas Vater, ein erfolgreicher Geschäftsmann, war hochgebildet und verfasste hebräische Gedichte. Selmas Mutter, die mit den Weils lebte, war eine begabte Pianistin.

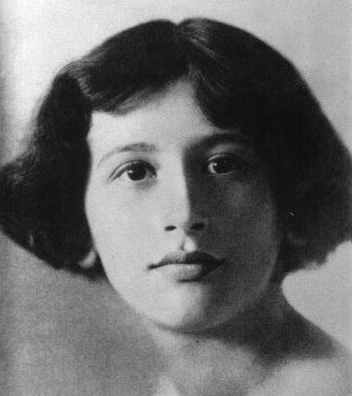
Simone Weil (1921)

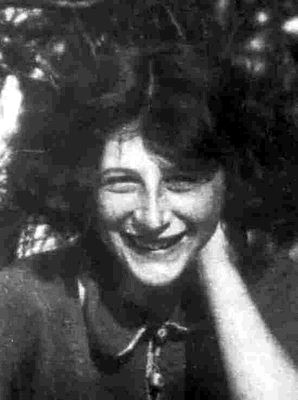
Simone Weil (1922)

Simone Weils drei Jahre älterer Bruder André, zu dem sie eine enge Beziehung hatte, wurde ein berühmter Mathematiker. Simone Weil zeichnete sich durch sprachliche Begabung aus, aber auch durch Eigenwilligkeit und Starrsinn. Sie war ein zartes und zugleich willensstarkes Kind. Mit vier Jahren konnte sie bereits lesen, schon bald rezitierte sie lange Gedichte. Sie war seelisch und körperlich überempfindlich, häufig krank und hatte Ernährungs- und Einschlafprobleme. Ihre Mutter hatte sie bis in die Mitte der Kindheit mit der Flasche ernährt, da Simone Weil sich weigerte zu essen. Ihre Jugend war aber trotz des Ersten Weltkriegs (1914–1918) und damit verbundener Wohnortwechsel von familiärer Sicherheit, Wärme und Zärtlichkeit geprägt. Von Oktober 1917 bis Januar 1919 lebte sie in Laval (Mayenne), wo ihr Vater als Militärarzt eingesetzt war.

### Studium
1924–1925 nahm sie am Philosophiekurs René Le Sennes am Lycée Victor Duruy teil und erhielt im Juni 1925 im Alter von 16 Jahren das baccalauréat (Abitur, Matura) de philosophie. Nach dem Abschluss des Gymnasiums wechselte sie an das Lycée Henri IV (Gymnasium Heinrich IV). Dort war sie eine Schülerin von Émile Chartier (1868–1951), genannt Alain, der sie durch seine Moral- und Religionsphilosophie prägte. Dieser radikal pazifistische Philosoph war ein Freund von Gleichheit und Gerechtigkeit, ließ die ausgetretenen akademischen Pfade hinter sich und bevorzugte das Konkrete im Gegenteil zum Allgemeinen sowie Abstrakten.
Sie beschäftigte sich mit den großen Philosophen, insbesondere mit Platon, Baruch de Spinoza, René Descartes, Immanuel Kant sowie Karl Marx, und begann, eigene Abhandlungen zu schreiben. Damals setzte ihre Auseinandersetzung mit den Begriffen Arbeit, Zeit und Gerechtigkeit ein, die sie bis in ihre letzte Lebensphase hinein weiterführte. Philosophie und politische Theorie verbanden sich für sie mit der Realität sozialer Probleme. Außerdem sammelte sie eigene Unterrichtserfahrung.

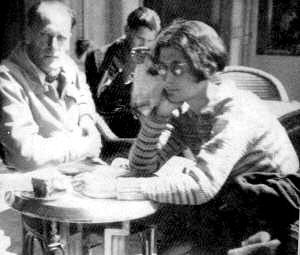
An einem Kaffeehaus-Tisch in Paris

1926 bestand sie die Certificats (Abschlusszeugnisse) in „Moral und Soziologie“ sowie in Psychologie und im März 1927 in Philosophiegeschichte. Beim Abschlusszeugnis für „Allgemeine Philosophie und Logik“ schnitt sie als Beste ab. Sie studierte ab 1928 an der Elitehochschule École normale supérieure (ENS) in Paris Philosophie, besuchte aber weiter die Seminare von Émile Chartier. Das Studium schloss sie 1931 bei Léon Brunschvicg ab. Ihre eigenwillige Abschlussarbeit Science et perception dans Descartes („Wissenschaft und Wahrnehmung bei Descartes“) wurde von Léon Brunschvicg gerade noch mit „genügend“ bewertet. Gleichzeitig zum Studium an der ENS hörte sie Vorlesungen an der Universität Sorbonne, wo sie auch Simone de Beauvoir (1908–1986) begegnete. Simone de Beauvoir erinnerte sich an eine Begegnung in der Studienzeit:

„Eine große Hungersnot hatte China heimgesucht, und man hatte mir erzählt, daß sie bei Bekanntgabe dieser Nachricht in Schluchzen ausgebrochen sei: Diese Tränen zwangen mir noch mehr Achtung für sie ab als ihre Begabung in Philosophie. Ich beneidete sie um ein Herz, das imstande war, für den ganzen Erdkreis zu schlagen. Eines Tages gelang es mir, ihre Bekanntschaft zu machen. Ich weiß nicht, wie wir damals ins Gespräch gekommen sind; sie erklärte in schneidendem Tone, dass eine einzige Sache heute auf Erden zähle: eine Revolution, die allen Menschen zu essen geben würde. In nicht weniger peremptorischer Weise wendete ich dagegen ein, das Problem bestehe nicht darin, Menschen glücklich zu machen, sondern für ihre Existenz einen Sinn zu finden. Sie blickte mich fest an: ‚Man sieht, dass Sie noch niemals Hunger gelitten haben‘, sagte sie. Damit war unsere Beziehung auch schon wieder zu Ende. Ich begriff, dass sie mich unter die Rubrik ‚geistig ehrgeizige kleine Bourgeoise‘ eingereiht hatte.“

### Politische Aktivistin
Zwischen 1931 und 1934 engagierte sich Simone Weil im französischen revolutionären Syndikalismus, der seinen Kampf in den Fabriken und außerhalb der politischen Parteien führte. Sie gab Arbeiterbildungskurse, schrieb für linke Zeitschriften, nahm an Arbeitslosendelegationen, Streiks und Demonstrationen teil, was zu Verleumdungskampagnen in der lokalen Presse führte. Sie wurde wiederholt von der Polizei verhört und erhielt anonyme Drohbriefe.
1931 wurde Simone Weil Philosophielehrerin am damaligen Mädchengymnasium in Le Puy, wo heute das Gymnasium nach ihr benannt ist. Die Hälfte ihres Gehalts teilte sie mit den Arbeitslosen. In Le Puy stand sie wegen ihrer Unterrichtsmethoden und ihres politischen Engagements für die erwerbslosen Industrie- und Landarbeiter in der Kritik. Teilweise nahm sie an Demonstrationen in vorderster Reihe teil. In der Lokalpresse wurde sie als „la juive Weil“ und „vierge rouge“ bezeichnet.
Den Sommer und Herbst 1932 verbrachte sie in Berlin, um sich selbst ein Bild der politischen Lage zu machen und dies publizistisch zu vermitteln. Sie prognostizierte den Sieg des Nationalsozialismus, obwohl ihre Analysen ideologische und soziologische Elemente vernachlässigen. In Berlin traf sie den Sohn von Leo Trotzki Leo Sedow (1906–1938) und nahm einen Koffer mit Geheimdokumenten nach Paris mit. Nach der Rückkehr aus Deutschland wurde sie im Herbst 1932 nach Auxerre und im Oktober 1933 nach Roanne strafversetzt. Ab 1932 stand sie mit Boris Souvarine (1895–1984) in Verbindung, einem politischen Aktivisten und Schriftsteller russisch-jüdischer Abstammung, der ihre kritische Haltung gegenüber dem Sowjetkommunismus verstärkte. In seiner Zeitung La Critique Sociale (Die soziale Kritik) veröffentlichte sie mehrere Artikel.
Im Dezember 1933 vermittelte sie dem russischen Revolutionär Leo Trotzki trotz erheblicher Meinungsverschiedenheiten eine Unterkunft im elterlichen Haus in Paris gegenüber dem Jardin du Luxembourg und nutzte diese Gelegenheit zu einer persönlichen Diskussion. Dabei wurde sie von Trotzki als „ganz und gar reaktionär“ bezeichnet, sie habe einen „juristischen, logischen, idealistischen Geist“. Auf ihre Vorwürfe wegen seines Verhaltens gegenüber den Matrosen von Kronstadt antwortete er ihr: „Wenn Sie so denken, warum nehmen Sie uns dann auf? Sind Sie denn von der Heilsarmee?“
Zum Ende des Semesters im Juni 1934 beantragte Simone Weil ein unterrichtsfreies Jahr. Ab Dezember 1934 arbeitete sie als ungelernte Fabrikarbeiterin, um die Lebensbedingungen der Arbeiter kennenzulernen. Als erstes arbeitete sie in der Elektrofabrik Alsthom in Paris, wo die Akkordbedingungen körperlich anstrengend waren und sie den ohrenbetäubenden Lärm ertragen musste. Überdies litt sie wie schon seit ihrem zwanzigsten Lebensjahr weiter unter schweren Kopfschmerzen, dazu kam dann noch eine Mittelohrentzündung. Anfang April 1935 verletzte sie sich die Hand und wurde arbeitslos. Nach zehn Tagen wurde sie von der Metallfabrik Carnaud im Stadtteil Boulogne-Billancourt angestellt. Einen Monat später wurde ihr fristlos gekündigt. Nach weiterer Arbeitslosigkeit, Geldmangel und Hunger fand sie eine Anstellung bei Renault.
1934 schrieb sie über die Ursachen von Freiheit und sozialer Unterdrückung: „Es erscheint ziemlich klar, dass die heutige Menschheit ein wenig überall zu einer totalitären Form der sozialen Organisation tendiert, um den Begriff zu verwenden, den die Nationalsozialisten in Mode gebracht haben, d. h. zu einem Regime, in dem die Staatsmacht in allen Bereichen souverän entscheidet, sogar und vor allem im Bereich des Denkens.“

### Spanischer Bürgerkrieg

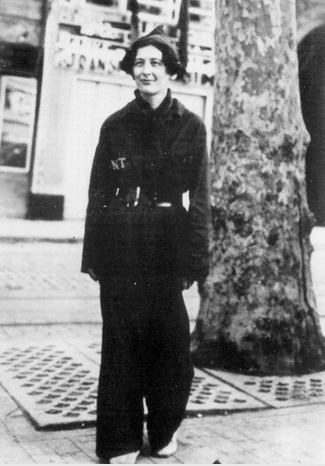
Im Spanischen Bürgerkrieg (1936).

Im Spanischen Bürgerkrieg (1936–1939) unterstützte sie in einem kurzen Einsatz vom 8. August bis zum 25. September 1936 als miliciana (Milizionärin) die Republikaner zunächst auf der Seite der internationalen Milizionäre der POUM, dann in der „Kolonne Durruti“. Für den Umgang mit einem Gewehr erwies sie sich als ungeeignet und wurde deshalb in der Küche eingesetzt. Dort trat sie aufgrund ihrer Kurzsichtigkeit versehentlich in eine Schüssel kochenden Öls, worauf sie ins Lazarett kam. Obwohl ihr Gewissen von der zügellosen Gewalt belastet und sie über den Anarchosyndikalismus ernüchtert war, wollte sie in Spanien bleiben, ließ sich aber von ihren Eltern überreden, nach Frankreich zurückzukehren.

„Ein Menschenleben gilt in Spanien nichts. In einem Land, in dem die Armen in ihrer großen Mehrheit Bauern sind, muß die Besserstellung der Bauern für jede Gruppierung der extremen Linken ein wesentliches Ziel sein; und der Bürgerkrieg war anfangs vielleicht in der Hauptsache ein Krieg für (und gegen) die Aufteilung des Landes an die Bauern. Was geschah? Diese blutarmen, großartigen Bauern von Aragon, die unter allen Demütigungen ihren Stolz bewahrt hatten, waren für die Milizsoldaten aus der Stadt nicht einmal ein Gegenstand der Neugier. Ohne daß es zu Übergriffen, Unverschämtheiten, Beleidigungen gekommen wäre – ich jedenfalls habe nichts davon bemerkt, und ich weiß, daß bei den Kolonnen der Anarchisten auf Raub und Vergewaltigung die Todesstrafe stand – trennte ein Abgrund die Soldaten von der unbewaffneten Bevölkerung, ein Abgrund, der ebenso tief war wie der zwischen Armen und Reichen“

Viele Mitglieder der internationalen Gruppe, zu der auch Simone Weil gehörte, wurden kurz darauf am 17. Oktober 1936 in Perdiguera ermordet.

### Spirituelle Erfahrungen

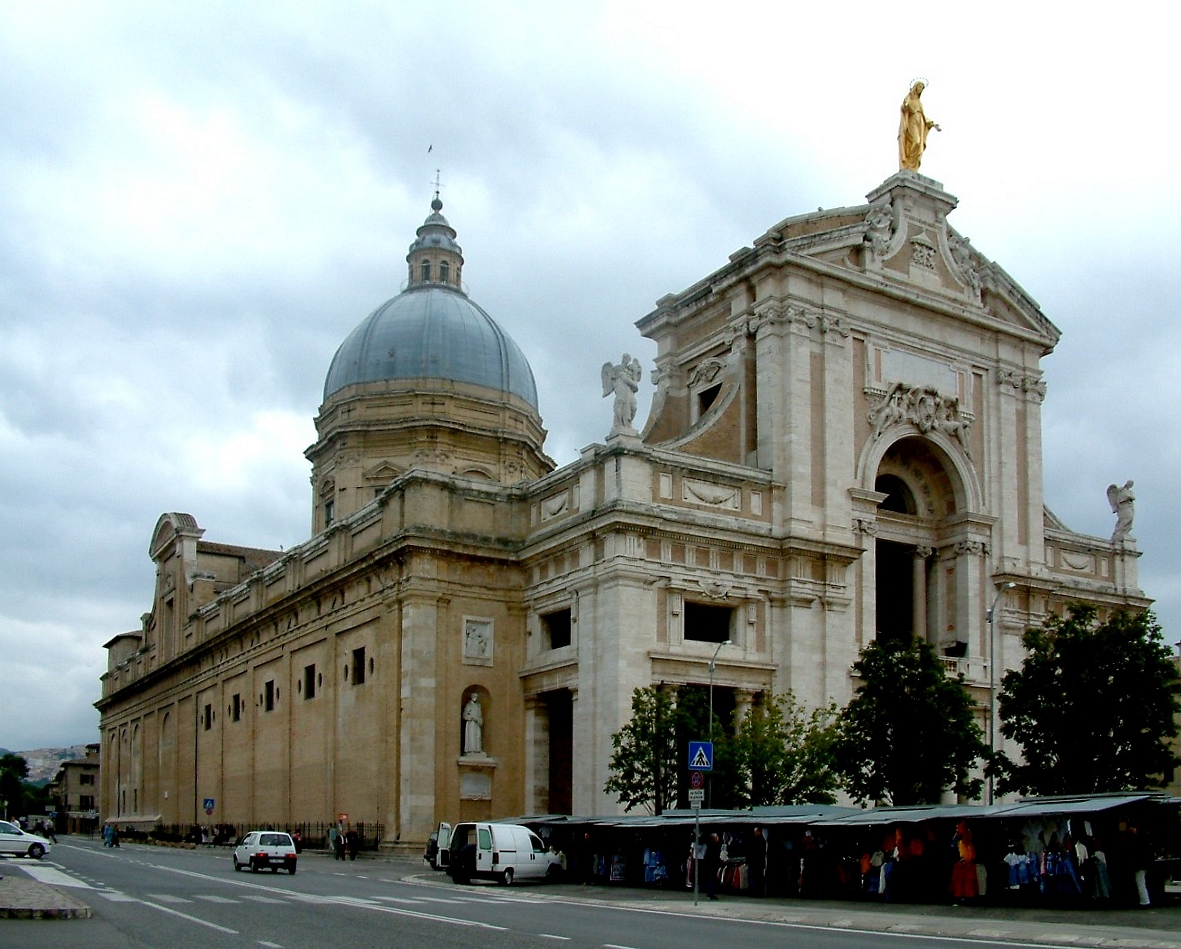
Die Basilika in Santa Maria degli Angeli in Assisi, in deren Portiuncula-Kapelle Simone Weil eine der spirituellen Begegnungen hatte, die sie zum Christentum führten

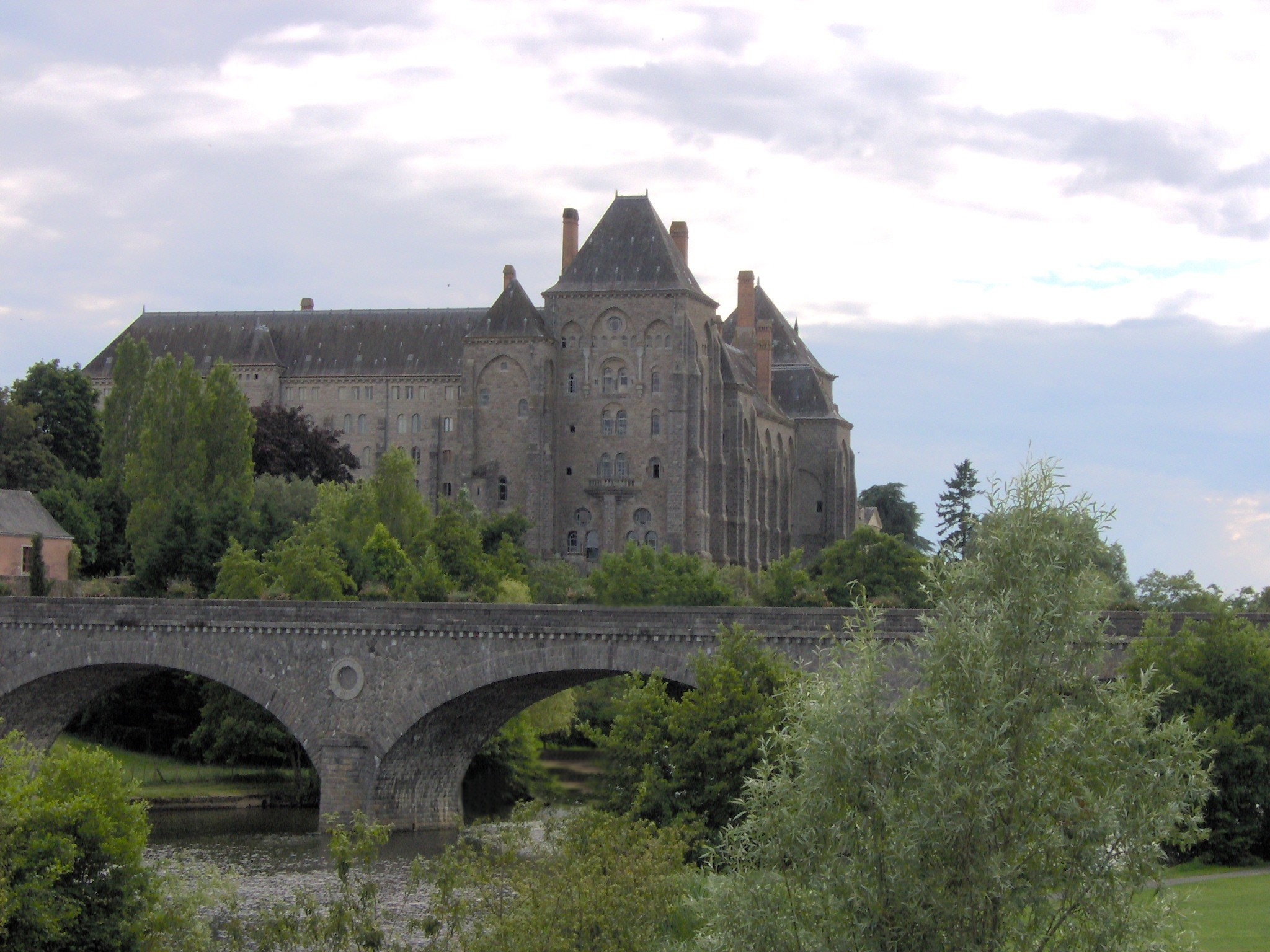
Benediktinerabtei Saint-Pierre de Solesmes, wo sie eine weitere mystische Erfahrung erlebte

Weil wurde in einem säkularen Elternhaus geboren und in einem „totalen Agnostizismus“ erzogen. Als Jugendliche dachte sie selbst über die Existenz Gottes nach und kam zu dem Schluss, dass man ohnehin nichts wissen könne. In ihrer spirituellen Autobiographie schreibt Weil jedoch, dass sie immer eine christliche Einstellung gehabt und den Gedanken der Nächstenliebe von Kindheit an verinnerlicht habe.
Weil beschränkte ihre spirituelle Neugierde nicht auf das Christentum. Sie interessierte sich auch für andere religiöse Traditionen, vor allem für die griechischen und ägyptischen Mysterienkulte, den Hinduismus (insbesondere die Upanishaden und die Bhagavad Gita) und den Mahayana-Buddhismus. Sie glaubte, dass alle diese und andere Traditionen Elemente echter Offenbarung enthielten.
Zum christlichen Glauben fühlte sich Weil ab 1935 hingezogen, wobei sie drei Schlüsselerlebnisse (1935, 1937, 1938) als entscheidend für ihre Entwicklung bezeichnete. Die erste fand im September 1935 in der kleinen Hafenstadt Póvoa de Varzim in Portugal statt. Die zweite Erfahrung machte sie 1937, als sie zwei Tage im italienischen Assisi verbrachte. Einige Monate später hatte sie eine mystische Erfahrung, die ihr Leben verändern sollte. Sie erfährt die Gegenwart Christi, insbesondere beim Lesen des Gedichts Love von George Herbert.
Im Sommer 1935 reiste sie mit ihren Eltern nach Spanien und Portugal und war von der Religiosität der armen Fischer in Póvoa de Varzim berührt. Der portugiesische Fado, ein musikalischer Ausdruck der Sehnsucht und von der saudade (annähernd: Weltschmerz), hinterließ in ihr einen unauslöschlichen Eindruck: Sie kam, wie Friedrich Nietzsche, zur Ansicht, dass das Christentum die Religion der Sklaven sei.

„Es war am Ufer des Meeres. Die Frauen der Fischer zogen, mit Kerzen in den Händen, in einer Prozession um die Boote und sangen gewiß sehr altüberlieferte Gesänge, von einer herzzerreißenden Traurigkeit. Nichts davon kann eine rechte Vorstellung vermitteln. Niemals habe ich so etwas Ergreifendes gehört, außer dem Gesang der Wolgaschlepper. Dort hatte ich plötzlich die Gewißheit, daß das Christentum vorzüglich die Religion der Sklaven ist, und daß die Sklaven nicht anders können als ihm anhängen, und ich unter den übrigen.“

In dieser spirituellen Erfahrung kommen Nachdenken und unmittelbares Erleben, abstraktes Denken und sinnliches Durchleben zusammen. Durch diese Erfahrung erhielt das sinnliche Erleben in ihrer Philosophie eine höhere Priorität.
Im Frühjahr 1937 reiste sie zum ersten Mal nach Italien und wohnte der Pfingstmesse im Petersdom bei. Sie war von der Schönheit der Kunst und Landschaft Italiens beeindruckt und durchlebte, in der Basilika Santa Maria degli Angeli in Assisi, ihre zweite prägende spirituelle Begegnung. Aus Umbrien schrieb sie an ihre Eltern, dass sie in der Basilika „… wo der heilige Franz so oft gebetet hat, allein war, da zwang mich etwas, das stärker war als ich selbst, zum erstenmal in meinem Leben auf die Knie.“

Weitere spirituelle Erlebnisse folgten, etwa im November 1938 beim betenden Rezitieren des Gedichts Love des englischen Geistlichen, Dichters und Schriftstellers George Herbert (1593–1633), in dem Gott als Liebe beschrieben wird, die den Sünder aufnimmt und ihm vergibt. Das Gedicht hinterließ einen tiefen Eindruck. Simone Weil beschrieb das Gefühl der Gegenwart Christi nicht als Erscheinung, sondern als „eine persönliche Gegenwart, die sicherer und wirklicher ist als die eines Menschen“. Weder die Sinne noch die Einbildungskraft seien an der „plötzlichen Überwältigung durch Christus“ beteiligt gewesen. Sie habe durch das Leiden hindurch die Gegenwart einer Liebe empfunden, wie man sie „im Lächeln eines geliebten Antlitzes liest“.

„In meinen Überlegungen über die Unlösbarkeit des Gottesproblems hatte ich diese Möglichkeit nicht vorausgesehen: die einer wirklichen Berührung von Person zu Person hienieden, zwischen dem menschlichen Wesen und Gott. Ich hatte wohl unbestimmt von dergleichen reden gehört, aber ich hatte es niemals geglaubt.“

Während des deutschen Einmarsches in Frankreich wechselte die französische Regierung nach Vichy und unterhielt stets ein zwiespältiges Verhältnis zu Nazi-Deutschland, das als „Kollaboration“ bezeichnet wurde. Das Gebiet von Vichy-Frankreich ist dunkelgrün gefärbt.

Sie näherte sich dem Katholizismus an. Mit dem Dominikanerpater Joseph-Marie Perrin, der sich um ihre Aufnahme in die katholische Kirche bemühte, führte sie einen intensiven Briefwechsel. Simone Weil hielt aber daran fest, dass die Vollkommenheit und die Liebe Christi in uns sein können, ohne dass wir der Kirche angehörten. Gott habe ihr noch nicht zu verstehen gegeben, dass er diesen Schritt von ihr erwarte. Die Vergangenheit der Kirche mit Inquisition, Kreuzzügen und Religionskriegen war ihr zuwider. Ebenso vermisste sie den intensiven Einsatz der Kirche für soziale und geistige Reformen.

### Flucht und Widerstand
Wegen der deutschen Besetzung Frankreichs floh sie im Juli 1940 mit ihren Eltern vor der Gestapo, zunächst für einige Monate, nach Marseille. Hier begegnete sie dem Dominikaner Joseph-Marie Perrin und dem mit diesem befreundeten Schriftsteller Gustave Thibon, die beide für ihre weitere Entwicklung wichtig wurden. In der Krypta des Dominikanerklosters versammelte sich ein kleiner Freundeskreis, in dem Weil ihre Arbeiten über die Pythagoräer und Platon vortrug. Sie arbeitete in der Landwirtschaft und übte sich in der Wartezeit in immer strengerer Askese. Sie führte Gespräche mit Dominikanermönchen über die frühchristlichen Schriften und beschäftigte sich mit Sanskrit, indischer und chinesischer Philosophie sowie mit spanischer Mystik, die sie der sephardischen und chassidischen Weisheit näher brachte.
1942 gelangte sie über die USA nach England, wo sie Mitglied des Befreiungskomitees von Charles de Gaulle wurde. Dieser hielt sie für zu ungeschickt und zu jüdisch, um aktiv in der Résistance zu arbeiten. Simone Weil entwickelte einen Plan zur Ausbildung von Krankenschwestern, die an der Front eingesetzt werden sollten, um die Moral der eigenen Truppen zu stabilisieren und dem Feind die Überlegenheit zu demonstrieren. Davon wollte de Gaulle nichts wissen. Er hielt sie für verrückt und schickte sie an den Schreibtisch, um über eine künftige Verfassung für Frankreich nachzudenken und Briefkontakt mit den Widerstandsgruppen in Frankreich zu halten. De Gaulle beanspruchte daraufhin für sich und seine Bewegung den Alleinvertretungsanspruch für Frankreich. Simone Weil sah deshalb im Gaullismus eine Art politische Partei entstehen und befürchtete, dass diese faschistisch werden könnte.
Sie kündigte die Zusammenarbeit auf, obwohl sie zu diesem Zeitpunkt keine anderen Einkünfte als ihr Gehalt von France Libre hatte und schwer krank war. Die Erschöpfung ihres Körpers und ihrer Seele erreichte ein Ausmaß, das die Möglichkeit des Tragbaren überschritt und nur noch als Verzweiflung spürbar war. Als Frage notierte sie: „Dunkle Nacht. Vielleicht muß der Mensch (jedes Mal bis zum höchsten Zustand?) die Prüfung der fortwährenden Dauer durchlaufen (Hölle), bevor er Zutritt zur Ewigkeit erhält?“

### Tod

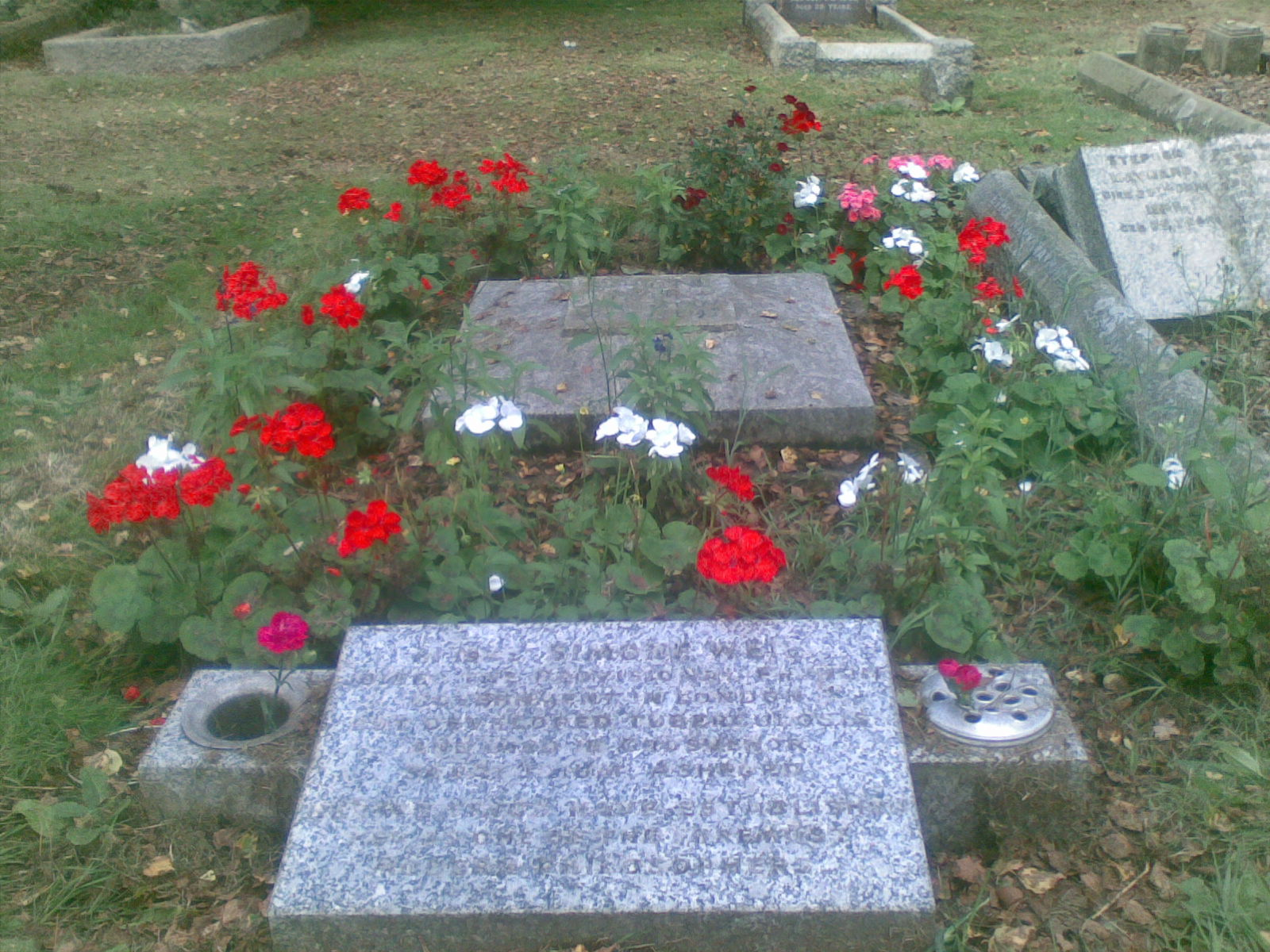
Weils Grab auf dem Bybrook-Friedhof, Ashford, Kent (August 2012)

Die strenge Arbeitsroutine, die sie sich auferlegte, forderte bald ihren Tribut. 1943 wurde bei Weil Tuberkulose diagnostiziert und sie wurde angewiesen, sich zu schonen und gut zu ernähren. Aufgrund ihres langjährigen politischen Idealismus und ihrer Abneigung gegen materielle Dinge lehnte sie jedoch eine besondere Behandlung ab. Stattdessen beschränkte sie ihre Nahrungsaufnahme auf das, was ihrer Meinung nach die Menschen im deutsch besetzten Frankreich aßen. Wahrscheinlich hat sie sogar noch weniger gegessen, da sie bei den meisten Gelegenheiten die Nahrungsaufnahme verweigerte. Der Mangel an elterlicher Nähe verstärkte die selbst auferlegte Leidenspflicht. Die Magersucht nahm überhand und endete mit 34 Jahren tödlich.
Möglicherweise ließ sie sich kurz vor ihrem Tod taufen, die entsprechenden Aussagen verschiedener Autoren sind jedoch widersprüchlich.
Von der Taufe im Londoner Krankenzimmer vor der Abreise nach Ashford berichtet Georges Hourdin und teilt einen Briefwechsel mit Pater Perrin und Simone Deitz mit. In den Aufzeichnungen Simone Weils, die sie bis kurz vor ihrem Tod weitergeführt hat, findet sich allerdings kein Hinweis darauf. Es ist ebenfalls zweifelhaft, ob sie selbst dieser Taufe eine Bedeutung beigemessen hat oder ihr eher gleichgültig gegenübergestanden haben mag. Nach Simone Pétrement hat sie selbst die Taufe mit den Worten kommentiert: „Du kannst es tun, es schadet nicht.“ Auf dem Anmeldeformular des Sanatoriums in Ashford hat sie jedenfalls keine Angaben zur Religionszugehörigkeit gemacht. Dem Arzt dort erklärte sie, dass sie aus einem bestimmten Grund nicht behaupten könne, dem Katholizismus anzugehören.
An Simone Weils Beerdigung auf dem Friedhof von Ashford am 30. August 1943 nahmen nur wenige Menschen teil, darunter der Politiker und Sprecher der französischen Exilregierung Maurice Schumann und ihre Londoner Vermieterin. Der Pfarrer hatte den Zug aus London verpasst. Bis 1958 gab es keinen Grabstein. Auf der Gedenktafel vor ihrem Grab steht: Her writings have established her as one of the foremost modern philosophers.

### Posthume Veröffentlichung
Bei dem Werk La pesanteur et la grâce (Schwerkraft und Gnade) handelt es sich um eine posthum erschienene Zusammenstellung von Aphorismen und Maximen. Im Mai 1942 hatte sie dem befreundeten Sozialphilosophen Gustave Thibon auf dem Bahnhof von Marseille eine mit Papieren gefüllte Aktentasche übergeben. Vier Jahre nach dem Tod Weils veröffentlichte Thibon das Werk. Mit der Veröffentlichung der vollständigen Cahiers und der zahlreichen Essays, Gedichte, Briefe sowie der Fabriktagebücher und des von Albert Camus herausgegebenen letzten Werks L’enracinement wurde allerdings deutlich, dass die Aufzeichnungen in La pesanteur et la grâce tendenziös ausgewählt und geordnet worden waren.

## Philosophie und Theologie
Simone Weils Denken ist eine Metaphysik, die sich ebenso sehr auf die Erfahrung der Gnade wie auf rationale Spekulation stützt, um all das zu enthüllen, was in der profanen Welt bereits ein Widerschein der Gnade ist. Sie lehnt das Alte Testament ab, weil sie darin nicht das Zeichen des Heiligen Geistes erkennt, da die Geschichte der Hebräer, Israels und der Juden in ihren Augen durch Götzendienst und Ausrottung auf Befehl von JHWH, dem allmächtigen und grausamen Gott, befleckt ist.

### Zusammenfassung
Simone Weil war überzeugt, dass die Aneignung von Wissen über die Welt nur durch strenge, ausgewogene Denkprozesse möglich ist. Diese Denkprozesse waren allerdings so herausfordernd, dass sie für einen Denker fast unmöglich zu bewältigen waren. Zu diesen Aufgaben gehörte zum Beispiel der Versuch, die katholische Lehre der Weisheit verschiedener Traditionen zu verbinden, zum Beispiel mit der antiken griechischen Philosophie und Tragödien, dem Hinduismus, Buddhismus und Taoismus. Weil dachte wie der antike Dichter Aischylos, dass man durch Leiden zu Wissen kommt. Sie war aber auch von ihrer gesellschaftspolitischen und spirituellen Sichtweise geprägt.
Simone Weil schätzte die antiken griechischen Quellen und betrachtete sie als essenziell für ihr Denken. Sie liebte die Meisterwerke der griechischen Philosophie und Dichtung, die ihr Verständnis von Menschlichkeit und der Zukunft der europäischen Zivilisation prägten. Sie war überzeugt, dass Europa seine Spiritualität zurückgeben könnte, indem es sich auf die griechischen Wurzeln besinnt. Sie meinte, dass der Hellenismus die Quelle des Christentums ist und dass nur diese griechische Quelle Europa seine Spiritualität zurückgeben und der griechischen Kultur einen neuen Universalismus verleihen kann. Sie forderte eine interkulturelle Offenheit, bei der das Christentum wirklich universell wird, indem es alles in sich aufnimmt.
Für Simone Weil ist die Aufmerksamkeit (Attention) eine zentrale Haltung, die weit über das „Aufpassen“ hinausgeht. Sie beschreibt Aufmerksamkeit oder Achtsamkeit als eine Art geistige Leere, die es ermöglicht, offen und empfänglich für die Wirklichkeit zu sein, ohne von vorgefassten Meinungen oder Wissen beeinflusst zu werden. Weil betont, dass die Schulung der Aufmerksamkeit eine Voraussetzung für die Erfahrung von Gnade ist.
Simone Weil beschreibt Schwerkraft und Gnade als zentrale Konzepte der menschlichen Existenz. Die Schwerkraft stehe für die materielle Gebundenheit und die natürlichen Gesetze, die alles nach unten ziehen. Die Gnade stehe für die göttliche Befreiung und symbolisiere eine aufwärts gerichtete Bewegung.

### Griechische Quellen
Die Meisterwerke der griechischen Philosophie und Dichtung, die Simone Weil nach eigenem Bekunden „leidenschaftlich liebt“, haben ihr Nachdenken über den Menschen und über die Zukunft der europäischen Zivilisation nach ihrer Entchristianisierung genährt. Ihre Lektüre führte sie gegen Friedrich Nietzsche (1844–1900) und Martin Heidegger (1889–1976) zu der Überzeugung, dass der Hellenismus die Quelle des Christentums ist; diese Einsicht hatte bereits Clemens von Alexandria (um 150–215), für den die griechische Philosophie „eine authentische Weissagung und eine Vorbereitung auf das Evangelium“ ist (Stromates, I, 5–7 ; 17–20 ; IV, 42, 66–67); die gleiche organische Kontinuität zwischen Heidentum und Christentum wurde auch von Friedrich Wilhelm Joseph Schelling (1775–1854) erkannt.
Wie der große deutsche Philologe Werner Jaeger (1888–1961) glaubte Simone Weil, dass nur diese griechische Quelle Europa seine Spiritualität zurückgeben und der griechischen Kultur einen neuen Universalismus verleihen könne.

#### Platon und Pythagoras
Die pythagoreische und platonische Lehre von der médiation (Deutsch Mediation) ist von entscheidender philosophischer Bedeutung für Simone Weils Denken; einige haben in ihr sogar das zentrale einigende Prinzip dieses Denkens gesehen. In der Tat ist die Lehre von der Mediation eine der wichtigsten philosophischen Lehren, die Simone Weil in ihrem Denken vertritt.
Die pythagoreische Lehre ist eine Mystik, in der der Begriff der Harmonie eine Schlüsselrolle spielt. In der Kosmologie der Pythagoreer manifestiert sich diese Harmonie in der schönen Ordnung des Universums, das von strengen Gesetzen regiert wird und dessen Bestandteile alle durch eine Übereinkunft verbunden sind: Sie macht diese Welt zu einem „Kosmos“ im griechischen Sinne, zu einer „Ordnung“, wie Platon behauptet.

#### Aischylos und Sophokles
Weil betrachtete die Werke von Aischylos und Sophokles als tiefgründige Überlegung über menschliches Leid und Gerechtigkeit. Sophokles’ Figuren wie Antigone und Elektra werden von ihr als Symbole für reine, unschuldige Wesen interpretiert, die durch ihren Gerechtigkeitssinn ins Unglück stürzen und sich verlassen fühlen. In den Tragödien des Aischylos erkennt sie das Prinzip der Nemesis, das für die automatische Bestrafung von Gewaltmissbrauch steht, und zieht Parallelen zwischen seiner Darstellung der Macht und den Themen der Ilias.
Während ihrer Erfahrung mit Fabrikarbeit in den Jahren 1934–35 entdeckte Simone Weil eine „Sklaverei, die das Gefühl, Rechte zu haben, völlig verlieren lässt“ und in der die Würde des Menschen unter dem Gewicht der physischen und sozialen Notwendigkeit gebrochen wird; sie notierte in ihrem Fabriktagebuch: „Die Haupttatsache ist nicht das Leiden, sondern die Demütigung“. Die Auswirkungen auf ihre philosophischen Überlegungen sind beträchtlich: Der Humanismus ihres Lehrers Alain, der auf der Allmacht des Willens beruht („Denken ist Wollen, Wollen ist Handeln“), wird verworfen. Denn in ihrem knechtischen Zustand haben die vom Leben niedergedrückten Unglücklichen weder einen eigenen Willen noch die Kraft, das Gute zu begehren: Wenn der Wille das Gute ist, wären die Unglücklichen dann nicht unwiderruflich dem Bösen ausgeliefert? Simone Weil sah daher die Notwendigkeit, ein anderes, unveränderliches Würdegefühl zu begründen und das Verlangen nach dem Guten, das für jeden Menschen konstitutiv ist, unverändert zu erhalten. Zu diesem Zweck las sie ab 1936 erneut die griechischen Tragödien von Aischylos und Sophokles. Bei Sophokles symbolisieren die Figuren Antigone und Elektra das vollkommen reine und unschuldige Wesen, das aufgrund seines Wunsches nach Gerechtigkeit dem Unglück ausgeliefert ist und sich „von den Menschen und von Gott verlassen fühlt“; aber „nicht einen Augenblick lang [denken Antigone oder Elektra] daran, zu paktieren.“ Ihre Liebe zum Guten bleibt unveränderlich, bedingungslos und ohne Hoffnung auf Trost, trotz des Unglücks. Dies war auch die Liebe, die Hiob in der Bibel bewies; es ist die übernatürliche Liebe, die die Wahrheit und die Größe des Menschen offenbart, der „ohnmächtig ist, das Gute zu erreichen, aber nicht ohnmächtig ist, es zu lieben“.

#### Ilias

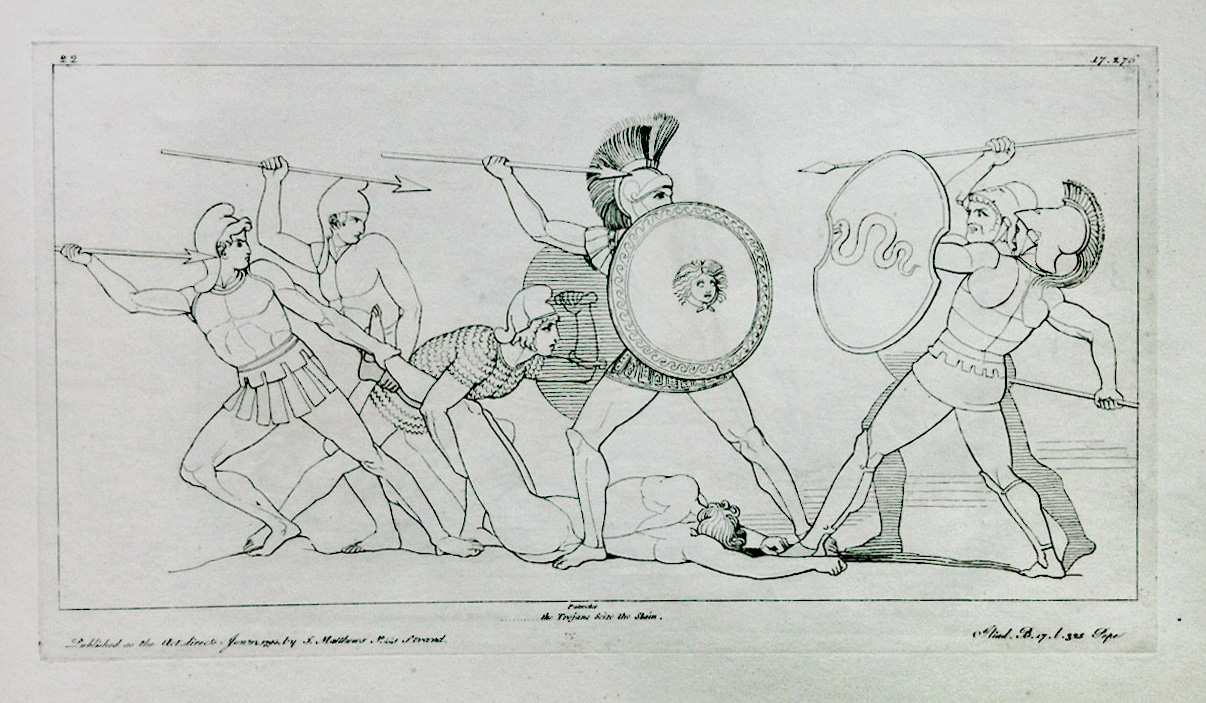
Kupferstich (1793) von John Flaxman

Wie bei den griechischen Tragikern stellt Simone Weil fest, dass das gleiche Gefühl für das menschliche Elend die gesamte Ilias durchdringt, mit der gleichen Kontinuität zwischen diesem Gedicht und dem Evangelium. In ihrer Interpretation der Ilias schildert Homer in diesem Werk die Herrschaft der Macht im Krieg und zeigt, wie die Gewalt die Seelen verwandelt: Ob der Sieger die Gewalt handhabt oder der Besiegte Verletzungen, Sklaverei oder Tod erleidet, die Macht verwandelt den Menschen in Stein; der Krieger ist nur noch „ein entgeistlichtes Bewusstsein“, eine tote Seele : „Die Macht der Gewalt, Menschen in Dinge zu verwandeln, ist eine doppelte Macht, die von beiden Seiten ausgeübt wird; sie versteinert die Seelen derer, die sie erleiden, und derer, die sie handhaben, auf unterschiedliche, aber gleiche Weise. […] Diese Strafe von geometrischer Strenge, die den Missbrauch von Gewalt automatisch bestraft, war der erste Gegenstand der Meditation bei den Griechen. Unter dem Namen Nemesis ist sie die Triebfeder der Tragödien des Aischylos; die Pythagoräer, Sokrates und Platon gingen von ihr aus, um über den Menschen und das Universum nachzudenken“. Simone Weil stellt fest, dass „die Ilias [dieses Gesetz] lange vor dem Evangelium und fast mit denselben Worten formuliert hat: Ares ist gerecht, und er tötet diejenigen, die töten.“ Der Akzent der Bitterkeit angesichts all dessen, was durch Gewalt zugrunde geht, und der Gedanke an Gerechtigkeit, der die Ilias erhellt, sind das Kennzeichen einer vom Evangelium geprägten Inspiration, denn „es ist nur möglich zu lieben und gerecht zu sein, wenn man das Reich der Gewalt kennt und weiß, es nicht zu achten.“

### Aufmerksamkeit
Der Begriff „Attention“ (Aufmerksamkeit oder Achtsamkeit) zieht sich wie ein roter Faden durch das Werk von Simone Weil und stammt aus verschiedenen Quellen, unter anderem der christlichen Mystik, dem Buddhismus, von hellenistischen Philosophie-Schulen wie der Stoa und hinduistischen Weisheitsschriften wie die Upanishaden sowie die Bhagavad Gita.
Im Werk von Weil spielt die Kontemplation eine wichtige Rolle. Weil knüpfte an die platonische Seelenlehre und Erkenntnistheorie an. Bei der Darstellung ihres Kontemplationsverständnisses verwendete sie gewöhnlich den Begriff „Aufmerksamkeit“. Nach ihrer Beschreibung ist die Aufmerksamkeit eine Haltung, zu der man gelangt, wenn man das Denken von allen zeitlichen und objektbezogenen Bindungen befreit und sich von allen im Geist vorhandenen Inhalten, insbesondere von der Ausrichtung auf die Zukunft, löst. Nur das reine Verlangen nach der Wahrheit soll übrigbleiben, und darin soll man ohne Erwartung ausharren. Keinesfalls darf man versuchen, den Inhalt der Wahrheit vorausahnend vorwegzunehmen. Man beschränkt sich darauf, das Unzulängliche abzuweisen. So bleibt das Denken leer, in der Schwebe, es wird empfänglich und durchlässig.

„Die Aufmerksamkeit ist eine Anstrengung, vielleicht die größte von allen, aber sie ist eine negative Anstrengung. Sie selbst ermüdet nicht. … Die Aufmerksamkeit besteht darin, das Denken auszusetzen, den Geist verfügbar, leer und für den Gegenstand offen zu halten, die verschiedenen erworbenen Kenntnisse, die man zu benutzen genötigt ist, in sich dem Geist zwar nahe und erreichbar, doch auf einer tieferen Stufe zu erhalten, ohne dass sie ihn berührten. … Und vor allem soll der Geist leer sein, wartend, nichts suchend, aber bereit, den Gegenstand, der in ihn eingehen wird, in seiner nackten Wahrheit aufzunehmen.“

So kann sich ein aufmerksamer Mensch von der Scheinwirklichkeit lösen, die nur in unserer Vorstellung existiert. Diese Scheinwirklichkeit basiert auf unseren eigenen Vorstellungen und Deutungen und darauf, dass wir unser eigenes Ich in die Dinge übertragen. Er entledigt sich der trügerischen Werte, die normalerweise seine Gedankenwelt bestimmen. Die Illusionen der „Ersatzwirklichkeit“, der „Dinge als Werte“, an denen er hängt, entfallen. So öffnet er sich für die eigentliche Realität des Betrachteten. Reine Aufmerksamkeit bedeutet Offenheit für die aktuelle, konkrete Situation, für das, was sich jetzt ereignet, beispielsweise das Lösen einer Schulaufgabe oder die Ausführung einer Handwerkerarbeit. Weil, die zeitweilig als Lehrerin tätig war, meinte, das wesentliche Ziel der Schulbildung sei nicht die Vermittlung von Kenntnissen, sondern das Einüben der Aufmerksamkeit.
Simone Weil knüpfte den Begriff der Aufmerksamkeit nicht nur an die platonische Seelenlehre und Erkenntnistheorie, sondern hat auch den zur mittelalterlichen Gebetslehre gehörenden Begriff der Aufmerksamkeit erneuert. Es geht dabei um das „nicht-handelnde Handeln“, das sowohl spirituelles und ethisches Prinzip als auch Grund der Werkschöpfung ist.
Wie Weil erklärt, kann man Gott lieben, indem man zu ihm betet, und die Aufmerksamkeit ist die eigentliche „Substanz des Gebets“: Wenn man betet, entleert man sich, richtet den Blick ganz auf Gott und wird bereit, Gott zu empfangen. In ähnlicher Weise kann man nach Weil den Nächsten lieben, indem man sich selbst entleert, bereit wird, den Nächsten in seiner ganzen nackten Wahrheit zu empfangen und ihn zu fragen: „Was durchlebst du gerade?“ Nach Weil ist das Gebet nichts anderes als Aufmerksamkeit in ihrer reinsten Form. Jede Übung in der Schule oder im Studium wie beispielsweise die Lösung einer geometrischen Aufgabe oder die Übersetzung eines fremdsprachlichen Textes trainiere die Aufmerksamkeit und sei damit zugleich ein Widerschein des geistlichen Lebens. Aufmerksamkeit in diesem Sinne wird zu einer Methode des Verstehens. Man soll nicht versuchen, die Werke, Bilder und Zeichen auszudeuten. Vielmehr kommt es darauf an, sie so lange zu betrachten, „bis das Licht herausbricht.“

### Schwerkraft und Gnade
Simone Weil unterscheidet zwischen Schwerkraft und Gnade als den beiden Polen der menschlichen Existenz, wobei die Schwerkraft für die materielle Gebundenheit und die Gnade für die göttliche Befreiung steht.
Zum Gesetz der Schwerkraft gehören Rache, Vergeltung, Selbstbehauptung und Wille zur Macht. An materielle Dinge und immaterielle Güter wie Status, Einfluss oder Selbstbewusstsein hängt der Mensch sein Herz, obwohl sie nur Illusionen sind. Sie erzeugen den falschen Schein einer Fülle von Wirklichkeit, sind aber in Wahrheit nur unwirkliche Schatten. Was nicht ist, dem ist der Mensch unterworfen. Nur die Unterwerfung ist da, der Mensch ist durch unwirkliche Fesseln wirklich gefesselt. Während die dem Menschen innewohnende Schwerkraft ihn immer wieder nach unten zieht, wirkt die Gnade in die entgegengesetzte Richtung. Gott würde sich verausgaben, um die Seele des Menschen zu erreichen. Wenn diese sich auch nur für einen Augenblick die reine und volle Zustimmung entreißen ließe, dann hätte Gott sie erobert:

„Und ist sie dann völlig ein Ding geworden, das nur ihm angehört, so verlässt er sie. Er lässt sie ganz allein. Und nun muss die Seele ihrerseits, doch in einem blinden Tasten, die unendliche Dichte von Zeit und Raum durchmessen, auf der Suche nach dem, den sie liebt. So legt die Seele nun in umgekehrter Richtung den Reiseweg zurück, auf dem Gott zu ihr gekommen ist. Und dies ist das Kreuz.“

Das einzige auf der Welt, was der Zufall dem Menschen nicht rauben könne, sei das Vermögen, „ich“ zu sagen. Genau dieses „Ich“ müsse aber Gott gegeben werden:

„Das ist es, was wir Gott geben, das heißt: zerstören sollen. Es gibt durchaus keinen anderen freien Akt, der uns erlaubt wäre, außer der Zerstörung des Ich.“

Die göttliche Selbstliebe und ihre Erschließung in der Schöpfung sei das Vorbild dafür, wie sich der Mensch ebenfalls selbst lieben solle. Der Mensch habe den falschen Drang, sich wegzuwerfen und sich vor falschen Göttern zu demütigen. „Nicht weil Gott uns liebt, sollen wir ihn lieben. Sondern weil Gott uns liebt, sollen wir uns lieben. Wie könnte man sich selbst lieben ohne dieses Motiv?“ Das Universum dauert auch dann fort, wenn der Mensch stirbt. Das ist für ihn kein Trost, wenn das Universum etwas anderes ist als er selbst.

„Ist jedoch das Universum für mich wie ein anderer Leib, dann hört mein Tod auf, für mich von größerer Bedeutung zu sein als der Tod eines anderen.“

### Erkenntnis und Lektüre
Weil versteht Erkenntnis als einen stufenweisen Aufstieg, bei dem die Welt wie ein göttliches Buch gelesen wird.
Simone Weil betrachtet die Lektüre als eine Form der Achtsamkeit, die über das bloße Lesen hinausgeht. Sie betont, dass wahre Aufmerksamkeit nicht von Neugier getrieben ist, sondern von dem Wunsch, die Wahrheit zu erkennen. Dabei tritt das Ich in den Hintergrund. Für Weil ist die Lektüre ein Weg, um die Wirklichkeit zu erkennen und die Wahrheit zu lieben. Dazu müssen Vorurteile und vorgefasste Meinungen überwunden und vorgefasste Meinungen hinter sich gelassen werden. Diese Form der Aufmerksamkeit ist zentral für ihre Philosophie und verbindet ethische, metaphysische und spirituelle Aspekte.
Die Lektüre wird als eine Form der Aufmerksamkeit betrachtet, die es ermöglicht, die Welt als ein Symbolsystem zu verstehen, das auf Gott verweist. Diese Haltung erfordert Geduld und eine Entleerung des Ichs, um die wahre Wirklichkeit zu erfassen. Sie spricht von „Lectures superposées“, was bedeutet, hinter der sinnlichen Wahrnehmung die Notwendigkeit, hinter der Notwendigkeit die Ordnung und schließlich hinter der Ordnung Gott zu erkennen.
Für Simone Weil gestaltet sich die Erkenntnis als ein stufenförmiger Aufstieg, bei dem die Welt wie ein göttliches Buch zu verstehen ist. „Lectures superposées: lire la nécessité derrière la sensation, lire l'ordre derrière la nécessité, lire Dieu derrière l'ordre. (Übereinandergelagerte Lektüre: die Notwendigkeit hinter der sinnlichen Wahrnehmung lesen, die Ordnung hinter der Notwendigkeit lesen, Gott hinter der Ordnung lesen.)“ Die Erscheinungen sind als solche dem individuellen Erkennen nicht zugänglich: „… d'effets produits par des apparences qui n'apparaissent pas ou à peine. (Sinneseindrücke werden durch das scheinhaft Äußere erzeugt, das sich nicht oder kaum offenbart.)“ Die Erscheinungen bewirken die Empfindungen und Emotionen, welche die Grundlage jeder Erkenntnis bilden. Im subjektiven Urteil, dem „jugement“, werden die Erscheinungen modifiziert und somit zu den Bedeutungen, den „significations“. Die durch das subjektive Urteil konstituierte, wertbesetzte Sinnwelt ist nicht die wahre Wirklichkeit. Die wahre Wirklichkeit kann nur erkannt werden, wenn sich der Mensch frei macht von der öffentlichen Meinung sowie von seiner Begierde („les passions“), Einbildung („imagination“) und Illusion. Dies wird möglich durch die „décréation“. Dabei reduziert der Mensch die Anteile des „Ich“ (Ego-Anteile) an der Erkenntnis. Damit steigt die Möglichkeit, hinter allen Erscheinungen Gott selbst zu erkennen. Zur übernatürlichen Erkenntnis, der „connaissance surnaturelle“, führt eine Haltung der Aufmerksamkeit („attente“, hoffendes Erwarten). Diese ist nicht zielgerichtet. Sie setzt geduldige Erwartung und Einwilligung in die Gnade voraus. Simone Weil spricht insoweit von „non-lecture“. Dabei werden die getrennten Einzelerscheinungen der Welt als ein auf Gott hinweisendes Gesamtsymbolsystem verstanden. Die Welt wird als eine „poésie surnaturelle“ aufgefasst. Den wahren Text zu lesen vermag aber nur Gott selbst als Leser:

« Penser un vrai texte que je ne lis pas, que je n'ai jamais lu, c'est penser un lecteur de ce vrai texte, c'est à dire Dieu. »

„Sich einen wahren Text vorzustellen, den ich nicht lese, den ich niemals gelesen habe, das bedeutet, sich einen Leser dieses wahren Textes zu denken, also Gott.“

### Metaxu: „Jede Trennung ist eine Verbindung“
Weil versteht Metaxu als eine Art Brücke oder Vermittlung zwischen scheinbar unvereinbaren Gegensätzen. Dies ermöglicht ihr, Widersprüche zusammenzuhalten, ohne sie aufzulösen. Der Begriff trägt zu Weils ganzheitlicher Sichtweise bei, die den Menschen in seiner Beziehung zur Welt sieht. Es verbindet verschiedene Aspekte ihres Denkens zu einem kohärenten Ganzen.
Weils Metaxu-Konzept ist Teil ihrer umfassenderen Philosophie, die stark von mystischen Elementen geprägt ist. Es steht in Verbindung mit anderen zentralen Begriffen ihres Denkens wie „Aufmerksamkeit“ und „Décréation“ (Entschaffung). Insgesamt zeigt sich, dass Weils Verständnis von Metaxu ein vielschichtiges Konzept ist, das als Schlüssel zu ihrem gesamten philosophischen Denken betrachtet werden kann
Metaxu, ein Begriff, den Weil von Platon entlehnt hat, ist das, was sowohl trennt als auch verbindet. Diese Idee der verbindenden Distanz war für Weils Verständnis der Schöpfung von erster Bedeutung. Die Welt als Ganzes mit all ihren Bestandteilen, einschließlich des physischen Körpers, hat für den Menschen in Bezug auf Gott die gleiche Funktion wie der Stock eines Blinden in Bezug auf die Welt um ihn herum. Sie ermöglichen keine direkte Einsicht, können aber experimentell genutzt werden, um den Geist in praktischen Kontakt mit der Realität zu bringen. Diese Metapher erlaubt es, jede Abwesenheit als Anwesenheit zu interpretieren, und ist ein weiteres Element in Weils Theodizee.
In Schwerkraft und Gnade liefert Weil eine Metapher zur Erklärung dieses Konzepts: „Zwei Gefangene, deren Zellen aneinandergrenzen, kommunizieren miteinander, indem sie an die Wand klopfen. Die Wand ist das, was sie voneinander trennt, aber sie ist auch ihr Kommunikationsmittel. So ist es auch mit uns und Gott. Jede Trennung ist eine Verbindung.“

## Politik

### Gemeinschaft
Simone Weil sah das Ziel jeder Gemeinschaft und jedes Staates darin, Krieg und Unterdrückung des Individuums zu verhindern. Sie forderte eine Individualisierung der Politik. Jeder sollte Verantwortung für den anderen und für die Gesellschaft übernehmen. Parteien seien prinzipiell schlecht und ihre Auswirkungen in der Praxis auch. Man solle sie abschaffen. Dann könnten die Kandidaten für ein Parlament den Wählern nicht mehr sagen: „Ich trage dieses Etikett“ – was den Wählern praktisch nichts über die konkrete Haltung zu einzelnen Problemen verrate –, sondern: „Ich denke dies, das und das zu diesem und jenem großen Problem“.

### Arbeit
Die Arbeiterklasse, so die Diagnose von Simone Weil, sei entwurzelt und von fremdem Geld abhängig. Fabrikarbeit sei Sklavenarbeit. Der Arbeiter fühle sich nur noch als Teil einer Maschinerie. Die Abschaffung des Privateigentums und die Verstaatlichung der Betriebe könnten nicht helfen. Diese revolutionären Ideen, einschließlich des Marxismus, seien utopische Träume oder strebten einen Arbeiterimperialismus an, der ebenso wie der nationale Imperialismus abzulehnen sei. Auf diese Weise könne die menschliche Lage des Arbeiters nicht verbessert werden. Dem Menschen müsse die Möglichkeit gegeben werden, wieder Wurzeln zu schlagen. Der Mensch brauche die bewusste Teilhabe an einer Tradition, in die er durch Geburt, Ort, Beruf und Umwelt gestellt sei. Erst die Verwurzelung befähige den Menschen, das Leben mit seinen Aufgaben zu bejahen. Jeder Arbeiter solle deshalb Eigentümer eines Hauses, einer kleinen Scholle und einer Maschine werden. Der quälende Zeitdruck solle aufgehoben und die Einsicht in den Gesamtzusammenhang der einzelnen Tätigkeit gefördert werden. Die Technik müsse den Bedürfnissen des Menschen angepasst werden. Die Humanisierung der Arbeit sei weder kapitalistisch noch sozialistisch, sondern an der Würde des Menschen orientiert.

### Formen der Liebe
Simone Weil versteht die übernatürliche Liebe als Nächstenliebe, als Liebe zur Schönheit der Welt, zur spirituellen Übung und als Freundschaft. Nicht der Mensch liebt seinen Nächsten, sondern Gott in ihm liebt seinen Nächsten. Der Mensch ahmt nur die göttliche Liebe nach, die ihn erschaffen hat. Auch die Liebe zur Schönheit der Welt ist nur eine Nachahmung der göttlichen Liebe, die das Universum geschaffen hat. Gott ist gegenwärtig im Nächsten, in der Schönheit der Welt und in den spirituellen Übungen. Aber ohne die göttliche Gnade ist das persönliche Bemühen, sich dem Geheimnis zu nähern, nutzlos. Der Mensch muss sich in der Erwartung Gottes bereithalten.

## Rezeption
Viele Kommentatoren, die Weil als Person bewertet haben, urteilten sehr positiv; viele bezeichneten sie als Heilige, einige sogar als die größte Heilige des zwanzigsten Jahrhunderts, darunter T. S. Eliot (1888–1965), Dwight Macdonald, Leslie Fiedler und Robert Coles.
Der Begriff Enracinement (Verwurzelung) inspirierte den Physikdidaktiker und Pädagogen Martin Wagenschein (1896–1988), der seinen bildenden Physikunterricht aus der und für die Lebenswelt verstanden wissen wollte. Es geht da besonders um das Verständnis der sokratischen Methode, die durch erwartende Aufmerksamkeit Vertiefung in die Sache ermöglichen soll.

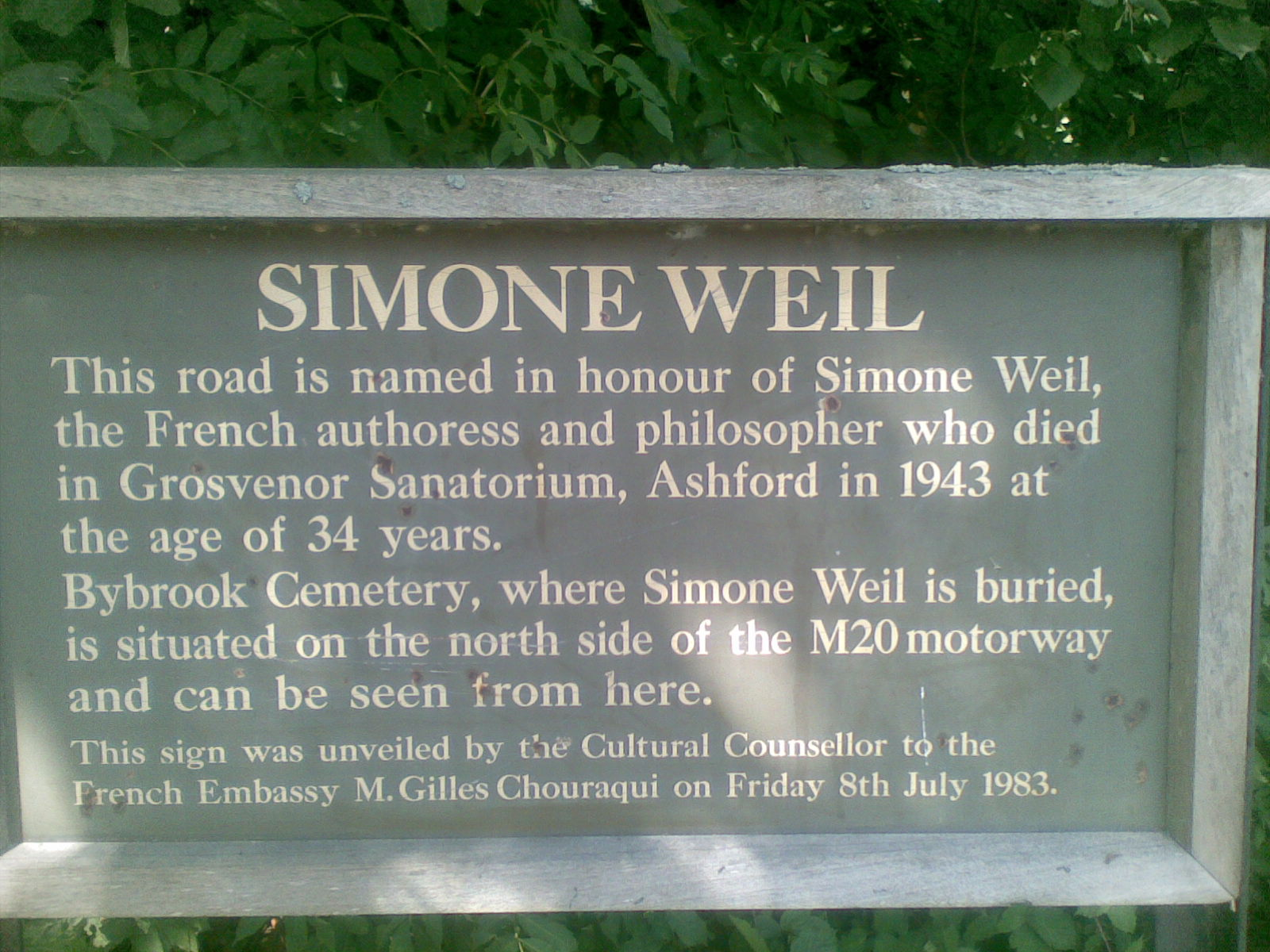
Schild an der Simone Weil Avenue

Albert Camus (1913–1960), der Simone Weil als „den einzigen großen Geist unserer Zeit“ bezeichnete, war einer der ersten, der die Bedeutung ihrer Schriften aufzeigte und ihr eine leidenschaftliche Hommage zollte: Über Die Verwurzelung sagte er, dieses Werk sei „eines der klarsten, erhabensten und schönsten Bücher, die man seit sehr langer Zeit über unsere Zivilisation geschrieben hat. […] Dieses strenge Buch, von manchmal schrecklicher Kühnheit, unerbittlich und gleichzeitig wunderbar ausgewogen, von einem authentischen und sehr reinen Christentum, ist eine oft bittere Lektion, aber von einer seltenen Erhabenheit des Denkens“. Um Simone Weils Gedankengut bekannt zu machen, erhielt Albert Camus den Auftrag, die Reihe Espoir („Hoffnung“) im Verlag Gallimard zu gründen.
Der englischsprachige Lyriker, Dramatiker und Kritiker T. S. Eliot (1888–1965) bemerkte in seinem Vorwort zu Schwerkraft und Gnade, der ersten nach ihrem Tode in Frankreich publizierten Schrift:

„Bei dem Versuch, sie zu verstehen, darf man sich nicht vom Weg abführen lassen, indem man erwägt, wie weit und an welchen Punkten man Simone Weil zustimmt oder nicht, was bei einer ersten Lektüre nur zu leicht geschieht. Man muss sich einfach der Persönlichkeit eines Genies ausliefern, eines Genies, das dem der Heiligen verwandt ist… Aber Zustimmung und Ablehnung sind zweitrangig; es kommt darauf an, mit einer großen Seele in Berührung zu kommen“

Der italienische Philosoph Giorgio Agamben stellte Simone Weil als „das klarste Gewissen unserer Zeit“ vor. Hannah Arendt behauptete, dass vielleicht nur Weil die Frage der Arbeit „ohne Vorurteile und Sentimentalität“ behandelt habe. Die Frage nach der Arbeit ist eine der wichtigsten Fragen, die sich in den letzten Jahrzehnten gestellt hat.
Heinrich Böll (1917–1985) urteilte über sie:

„Die Autorin liegt mir auf der Seele wie eine Prophetin; es ist der Literat in mir, der Scheu vor ihr hat; es ist der potentielle Christ in mir, der sie bewundert, der in mir verborgene Sozialist, der in ihr eine zweite Rosa Luxemburg ahnt; der ihr durch seinen Ausdruck mehr Ausdruck verleihen möchte. Ich möchte über sie schreiben, ihrer Stimme Stimme geben, aber ich weiß: ich schaffe es nicht, ich bin ihr nicht gewachsen, intellektuell nicht, moralisch nicht, religiös nicht. Was sie geschrieben hat, ist weit mehr als ‚Literatur‘, wie sie gelebt hat, weit mehr als ‚Existenz‘. Ich habe Angst vor ihrer Strenge, ihrer sphärischen Intelligenz und Sensibilität, Angst vor den Konsequenzen, die sie mir auferlegen würde, wenn ich ihr wirklich nahe käme. In diesem Sinne ist sie nicht ‚Literatur als Gepäck‘, aber eine Last auf meiner Seele. Ihr Name: Simone Weil.“

Auch die Filmemacherin und Schriftstellerin Chris Kraus (* 1955) kommt immer wieder auf Simone Weil zurück. In Gravity & Grace (1995) ist ein unmittelbarer Bezug gegeben: „Gravity“ und „Grace“, die beiden Protagonistinnen des Films, sind benannt nach dem englischen Titel von Schwerkraft und Gnade. In Kraus’ zweitem Roman Aliens & Anorexia ist Weil wiederum motivisch zentral. „Es geht nicht anders, als mit Simone Weil zu beginnen“, befindet auch eine Rezension der deutschen Ausgabe und widmet der Philosophin zwei Abschnitte, bevor sie auf Kraus’ zu besprechendes Buch eingeht. Kraus wählt Weil als Figur („character“) ihres Romans, setzt sich jedoch auch kritisch mit der Rezeption der historischen Simone Weil auseinander, insbesondere mit der Deutung ihrer Krankheit und ihres Todes. Eine essayistische Sicht auf Weil präsentierte Kraus 2011 in ihrer Besprechung von Palle Yourgraus Simone Weil (Reaktion Books).

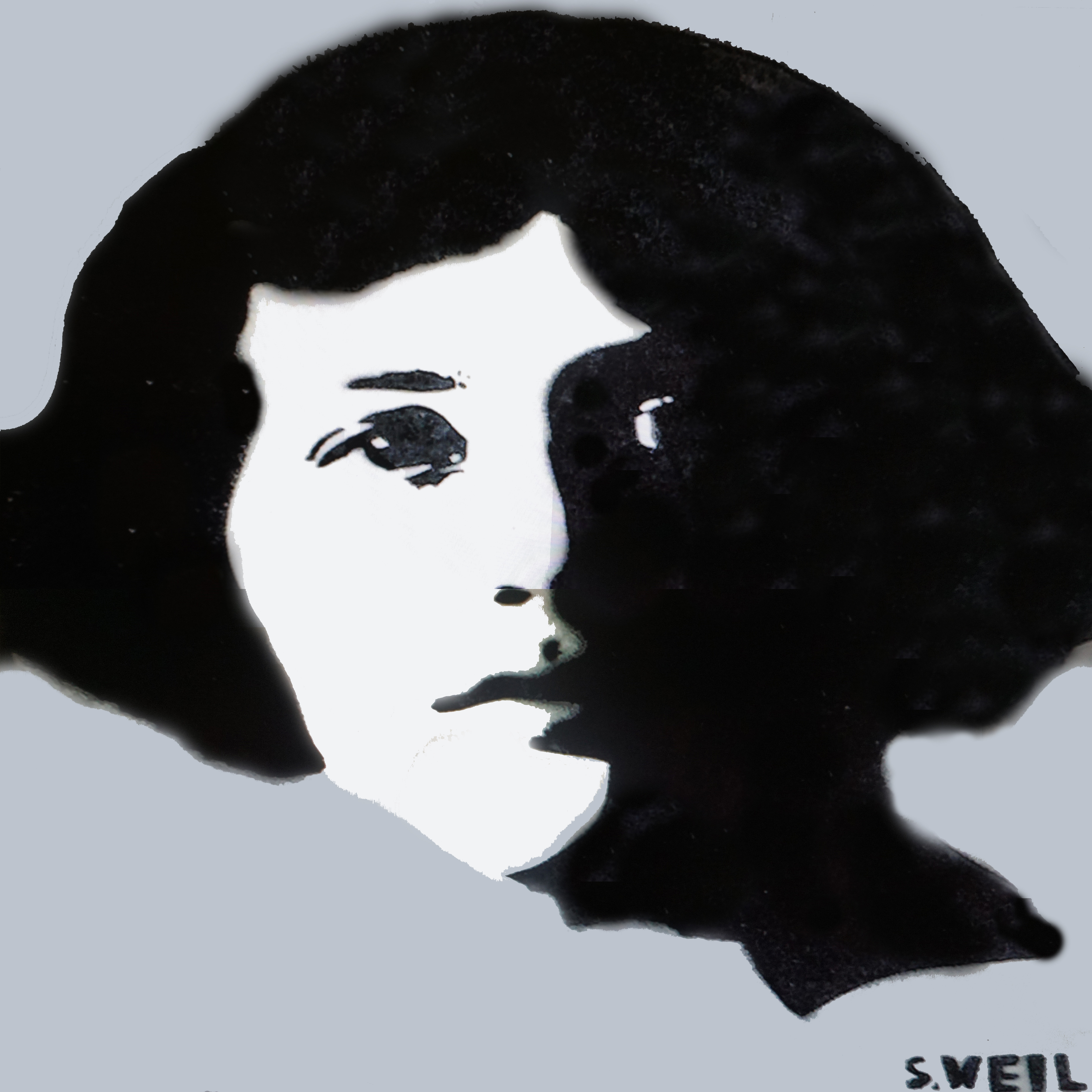
Streetart-Bild von Simone Weil in Berlin-Kreuzberg (2019)

La Passion de Simone ist ein Oratorium, das von Kaija Saariaho (1952–2023) nach einem französischen Libretto von Amin Maalouf (* 1949) komponiert und in einer Inszenierung von Peter Sellars uraufgeführt wurde. Das Werk, das den Untertitel Chemin Musical en quinze stations („Musikalischer Weg in fünfzehn Stationen“) trägt, erforscht das Leben und die Schriften von Simone Weil durch eine Struktur, die an eine Passion angelehnt ist, wobei die Episoden ihres Lebens jeweils mit den Stationen des Kreuzweges gleichgesetzt werden. Das Stück wurde für Chor, Solosopran, Sprechstimme, Orchester und Elektronik komponiert und am 26. November 2006 im Jugendstiltheater in Wien im Rahmen des New Crowned Hope Festivals uraufgeführt. Die Musikkritikerin Olivia Giovetti schrieb über das Stück:

„Indem sie ihre Sopransolistin als Simones imaginäre Schwester (buchstäblich? metaphorisch? spielt das eine Rolle?) darstellt, wird der erzählerische Bogen zu einem Kampf um das Verständnis der Zwiespältigkeit von Simone. Eingehüllt in dieses dramatische Mysterium schaffen Saariahos musikalische Texturen, eindringlich und moribund, einen meditativen Zustand. Um auf Bachs Matthäuspassion zurückzukommen: Wenn dieses Werk, das für seine Zeit geschrieben wurde, dazu dient, das (damals revolutionäre) System der protestantischen Kirche zu stärken, dann stellt ‚La Passion de Simone‘, die für unsere Zeit geschrieben wurde, das Geheimnis des Glaubens in Frage, um die unerklärliche Erfahrung des Menschseins zu verstärken.“

1998 urteilte der italienische Literaturkritiker Alfonso Berardinelli: „Simone Weil wurde von der Linken des Verrats beschuldigt, von der Rechten missverstanden und von den Philosophie-Lehrbüchern vergessen. Dennoch ist sie eine der bedeutendsten Denkerinnen des 20. Jahrhunderts“.
Judith Klein (* 1946), in Deutschland und Frankreich lebende Autorin und Übersetzerin, beschrieb 2009 in ihrer Radiosendung Die Chancen gegen das Vertraute Simone Weil:
Die Pluralität der Stimmen, die sie in sich zuließ, ist beeindruckend: revolutionäre und reformistische, engagierte und kontemplative, rationale und mystische, politische und religiöse. Der intellektuelle Reichtum und die Vielfalt der Texte, die sie hinterlassen hat, sind erstaunlich: Gedichte, Essays, wissenschaftliche Untersuchungen, Polemiken, Tagebücher, Briefe. Die Gegensätzlichkeit der Welten, in denen sie lebte, ist verblüffend: Bürgertum und Proletariat, Reichtum und Armut, Philosophie und Fabrik, Pazifismus und spanischer Bürgerkrieg, Kunst und Barbarei.
Weil war 2010 Gegenstand eines Dokumentarfilms von Julia Haslett, An encounter with Simone Weil. Haslett zufolge ist Weil „eine wenig bekannte Figur, die in ihrem Heimatland Frankreich praktisch vergessen ist und nur selten an Universitäten oder weiterführenden Schulen unterrichtet wird“.
Eine Metastudie der University of Calgary ergab, dass zwischen 1995 und 2012 über 2.500 neue wissenschaftliche Arbeiten über sie veröffentlicht wurden.
Im Bereich künstlerischer Rezeption sind Arbeiten des Schweizer Installationskünstlers Thomas Hirschhorn (* 1957) zu nennen: Seine Simone Weil-Map datiert von 2020, 2021 war Hirschhorn mit der Installation Simone Weil Memorial am Steirischen Herbst beteiligt. 2020 hatte er auch das Titelblatt einer Ausgabe von Die Weltwoche gestaltet und im ergänzenden Interview erklärt: „Ihre Philosophie ist radikal und singulär, deshalb ist es so wichtig, sie heute zu lesen“, und weiter: „Simone Weil denkt, was man nicht denken kann, was man nicht denken will, was man nicht denken muss, das macht ihre einzigartige Position in der Galaxie der Philosophinnen und Philosophen aus.“
Das an der Humboldt-Universität zu Berlin angesiedelte Simone Weil Denkkollektiv steht seit 2019 für eine internationale, transdisziplinäre und mehrsprachige Zusammenarbeit in Forschung, Lehre und Nachwuchsförderung von Wissenschaftlerinnen und Wissenschaftlern, Künstlerinnen und Künstlern, die sich mit Simone Weil beschäftigen. Als stetig wachsendes und erweiterbares Netzwerk organisiert, bietet das Denkkollektiv vielfältige Anknüpfungspunkte, von denen aus kooperativ und ko-kreativ innovative Konzepte für eine verantwortungsvolle und ethisch vertretbare Forschung entwickelt werden.

## Ehrungen
In Ashford, England, wo sie starb, wurde ihr zu Ehren eine Straße in Simone Weil Avenue umbenannt. Auch in Ingolstadt findet sich eine Straße mit dem Namen Simone-Weil-Straße, ebenso in Katalonien in Sabadell, nördlich von Barcelona, die Carrer de Simone Weil. In Frankreich, wo sie gelebt hat, tragen mehrere Straßen ihren Namen, darunter eine im 13. Arrondissement von Paris, weitere in Marseille, Toulouse, Châteauroux, Semur-en-Auxois, Riorges, Rezé und Les Clayes-sous-Bois sowie eine Allee im Rheu.
Ein Krater auf der Venus, Weil, wurde ebenfalls nach ihr benannt.
1990 wurden in der Apostelkirche in Hamburg neue Apostelfenster eingeweiht. Als Motiv dienten Porträts von Frauen, wie Simone Weil, und Männern des 20. Jahrhunderts, die mit ihrem Lebenswerk als moderne „Apostel“ gewirkt hatten.
Das 2006 in Wien uraufgeführte Oratorium La passion de Simone der finnischen Komponistin Kaija Saariaho ist ihrem Leben und Werk gewidmet.
Die französische Université de Bretagne Occidentale benannte ein Amphitheater der Faculté des Lettres nach Simone Weil um. Auch ein Jahrgang der französischen Elite-Uni ENA (1972–1974) hat sich dafür entschieden, ihren Namen zu tragen.

## Werke
Deutsche Übersetzung

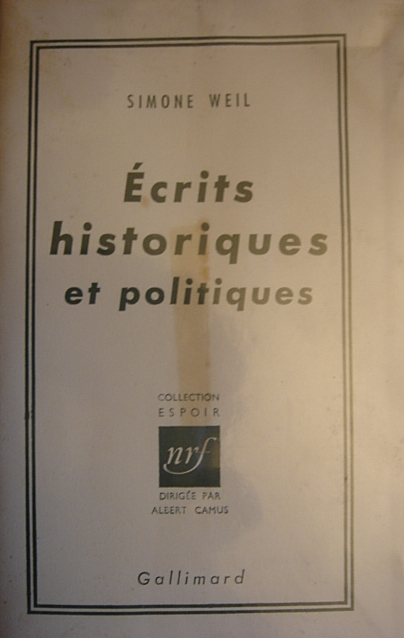
Schriften zur Geschichte und Politik, herausgegeben von Albert Camus

- Schwerkraft und Gnade. Übers. Friedhelm Kemp. München 1952. (La pesanteur et la grâce)
  - neu herausgegeben von Charlotte Bohn und mit einem Essay von Frank Witzel. Matthes & Seitz, Berlin 2020, ISBN 978-3-95757-934-8.
- Das Unglück und die Gottesliebe. Übers. Friedhelm Kemp. München 1953. (Attente de Dieu)
- Die Einwurzelung, Einführung in die Pflichten dem menschlichen Wesen gegenüber. Übers. Friedhelm Kemp. Kösel, München 1956 (L’Enracinement)[112]
  - Neuübers. Marianne Schneider: Die Verwurzelung. Vorspiel zu einer Erklärung der Pflichten dem Menschen gegenüber. diaphanes, Zürich 2011, ISBN 978-3-03734-161-2.
- Vorchristliche Schau. Übers. Fritz Werle. München-Planegg 1959 (Intuitions pré‑chrétiennes)
- Unterdrückung und Freiheit. Politische Schriften. Übers. Heinz Abosch. Rogner & Bernhard, Frankfurt am Main 1975; Zweitausendeins, Frankfurt am Main 1987.
- Zeugnis für das Gute: Traktate, Briefe, Aufzeichnungen. Hrsg. u. übers. v. Friedhelm Kemp. Walter, Olten/Freiburg i. Br. 1976 / dtv, München 1990 / Benziger, Zürich 1998.
- Fabriktagebuch und andere Schriften zum Industriesystem. Übers. Heinz Abosch. Suhrkamp, Frankfurt am Main 1978.
- Aufmerksamkeit für das Alltägliche. Hrsg. v. Otto Betz. Kösel, München 1987.
- Entscheidung zur Distanz: Fragen an die Kirche. Übers. Friedhelm Kemp. Kösel, München 1988.
- Cahiers. Aufzeichnungen. Hrsg. und übers. von Elisabeth Edl und Wolfgang Matz. 4 Bände. München 1991–1998.
- Gedichte. Übers. Elisabeth Edl, Wolfgang Matz. In: Akzente. 1998, H. 4.
- Anmerkung zur generellen Abschaffung der politischen Parteien. Übers. Esther von der Osten. diaphanes, Zürich 2009, ISBN 978-3-03734-059-2.
- Krieg und Gewalt. Essays und Aufzeichnungen. Übers. Thomas Laugstien. diaphanes, Zürich 2011, ISBN 978-3-03734-142-1.
- Notizen zur Abschaffung der politischen Parteien. (Zweispr. Ausg. Deutsch/Französisch). Hrsg. u. übers. v. Willibald Feinig. Verlag Bibliothek der Provinz, Weitra 2022, 2. Aufl. 2023, ISBN 978-3-99126-113-1.
- Von der Schwierigkeit, den Kopf zum Himmel zu heben. Übersetzt von Tabea Rotter, mit einem Vorwort von Britta Müller-Schauenburg, Westend, Frankfurt 2023, ISBN 978-3-86489-400-8.

in Französisch
- Œuvres complètes. Hrsg. v. André-A. Devaux, Florence de Lussy. Gallimard, Paris 1988 ff. Ab 2012 ist der Herausgeber Robert Chenavier. Von den 16 Bänden, die in 7 geplante Bände unterteilt sind, sind (Stand 2024) 13 erschienen.
- Œuvres. Gallimard, collection « Quarto », 1999.
- Grèves et joie pure. Libertalia, 2016, ISBN 978-2-918059-87-5.
- La personne et le sacré. Préface de Florence de Lussy, RN Éditions, 2016.
- Désarroi de notre temps et autres fragments sur la guerre. présentation, notes et index par Pascal David, postface de Paul Colrat, Éditions Peuple Libre, 2016.
- Luttons-nous pour la Justice? Manuel d’action politique. présentation, étude, notes et index par P. David, éditions Peuple Libre, 2017.
- Amitié: L’art de bien aimer. Rivages poche, 2017, ISBN 978-2-7436-3596-1.
- Force et malheur. Éditions la Tempête, 2019, ISBN 979-10-94512-08-1.

## Rundfunk und Film
- Georg Stefan Troller: Die rote Jungfrau – Aus dem Leben der kommunistischen Mystikerin Simone Weil. ZDF 1984
- Ria Endres: „Unglück einer Extremistin“. Gedanken zu Simone Weil. Hessischer Rundfunk 1985
- Ronald Steckel (Regie), Julia Jentsch (Darstellerin): „Schwerkraft und Licht.“ Hommage an Simone Weil. Hörspiel, Westdeutscher Rundfunk & Radio Berlin Brandenburg 2007
- Judith Klein: Chancen gegen das Vertraute – Zum Denken der Philosophin Simone Weil. In: Deutschlandfunk-Sendung „Essay und Diskurs“. 15. Februar 2009.
- Julia Haslett: An Encounter with Simone Weil. Dokumentarfilm 2010
- Simone Weil: radikale Denkerin. Die Philosophin Dr. Imelda Abbt im Gespräch mit Norbert Bischofberger. Sternstunde Philosophie 2009
- Simone Weil-Ist Ewigkeit erfahrbar? (Arte Philosophie, 2016)
- Philosophin Simone Weil – Eine Denkerin der radikalen Hoffnung. Martina Bengert und Wolfram Eilenberger im Gespräch mit Simone Miller. Deutschlandfunk Kultur 2021
- Doris Arp: 3. Februar 1919 – Die französische Philosophin und Aktivistin Simone Weil wird geboren in WDR5, ZeitZeichen 2024.